# Les Xipehuz

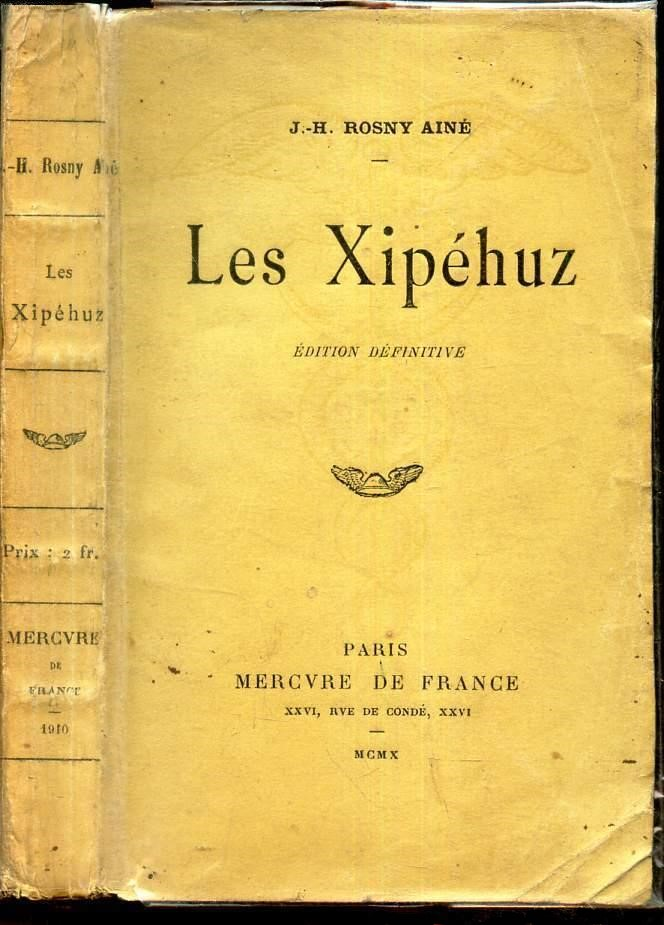
O livro Les Xipéhuz, de J.-H. Rosny, em edição de 1910.

Les Xipéhuz (1888) é uma novela da dupla de escritores J.-H. Rosny - embora seja possível que  Rosny aîné tenha sido o principal colaborador. Descreve uma guerra que teria ameaçado a humanidade, no início de sua história, contra uma nova forma de vida não orgânica inteligente, os Xipéhuz, algum tipo de cristais sencientes. É tanto sua primeira história ambientada em tempos pré-históricos quanto sua primeira ficção científica, embora o termo ainda não existisse.

## História
A narrativa consiste em duas partes. A primeira é uma descrição em terceira pessoa de encontros entre tribos nômades e os Xipéhuz, resultando em muitas mortes por armas e poderes misteriosos. Isto é seguido por reuniões de clãs e tribos, sacrifícios rituais e preparação de um exército que é derrotado pelos Xipéhuz. As criaturas são aí descritas em diversos detalhes.
A segunda parte é o livro de memórias de um sábio chefe guerreiro que observa os Xipéhuz de longe, depois os aborda cuidadosamente para descobrir seus hábitos e vulnerabilidades. Apesar de quase ter sido morto em várias ocasiões, ele descobre como um Xipéhuz individual pode ser morto. Ele então descreve uma guerra de combates corpo-a-corpo qual onde muitos milhares de guerreiros cercam os Xipéhuz para reduzir seu número, o qual crescia aos milhares, sacrificando muitos homens para matar um número bem maior de Xipéhuz. Finalmente, a floresta habitada pelos Xipéhuz é arrasada.

## Análise
Alguns comentaristas contemporâneos, inspirados em escritos posteriores, descrevem o Xipéhuz como formas de vida extraterrestres. Contudo, esta é uma interpretação posterior: poderia igualmente ser simplesmente uma forma de outra linha evolutiva metálica (?)que não a vida orgânica com base no carbono. A obra não fornece informações adicionais, apenas observando a existência dessa inteligência não orgânica e sua interação com seres humanos neolíticos. Além disso, o aparecimento de uma forma de vida não orgânica na Terra (sem a implicação extraterrestre) é igualmente abordado em outro trabalho de Rosny Aîné: A Morte da Terra.
O texto às vezes foi considerado a primeira história verdadeira de ficção científica. "Antes que a ficção científica de Rosny não existisse", escreve Jacques Van Herp, "Só existia uma literatura próxima: a ficção científica social... Nunca houve um evento ou forma de vida contrária ao que humanos pudessem entender de outra forma, pois não havia ficção científica real, apenas quando um autor "inventou" uma nova ciência". J.H. O próprio Rosny aîné disse: "Eu sou o único na França que criou, com "Les Xipéhuz", algo novo e fantástico, ou seja, além do ser humano."

## Influências
Na década de 1980, o nome de Xipéhuz foi adotado para designar uma civilização alienígena no universo do jogo role-playing francês Empire galactique.

## Edições
- 1888, Albert Savine, Paris[4]

## Traduções
- "The Shapes", Tradução para Inglês - Damon Knight, em A Hundred Years of Science Fiction, ed. Damon Knight, (Simon and Schuster, 1968).